# JOU
JOU（ジョウ、1966年 - ）は、日本の女性コンテンポラリーダンス作家、コンテンポラリーダンサー、振付家。Odorujou主宰。

## 主な活動
アメリカ（1990-1993年、 1997-1999年）、マレーシア（1993-1995年）など海外でジョー高橋（Joe Takahashi）の名前で活動後、2000年より日本を拠点とし、JOUに改名。
国内外で活動。2009年セッションハウス・レジデンスアーティスト。
- 2001年 ITIダッカ国際演劇祭に、長谷川六と参加
- 2002年ネクストネクスト３（セゾンシアタープログラム・パークタワーネクストダンスプレイベント）

に康本雅子、遠田 誠、たかぎまゆ、丸山武彦、JOUによる恊働制作作品で参加
- 2003年-2004年横浜ダンスコレクション　ソロデュオ本選に選別され、出場
- 2003年文化庁の助成を受け、実験プログラム「ダンスなび」実施
- 2005年日韓ダンスコンタクトに独舞参加（青山円形劇場／平成17年度文化庁国際芸術交流支援事業）
- 2006年アサヒアートスクエア「稽古場カフェ」二代目店長を岩渕貞太とともに務める
- 2007年JCDN踊りに行くぜに、遠田誠との恊働制作作品で参加
- 2008年独舞作品「A la Padma」にて、2008 Seoul International Chorepgraphy Festival上演

外国人振付家特別賞受賞(The special Prize for foreign choreographer)
- 2009年セッションハウス　レジデンスアーティスト
- 2010年東京都文化発信プロジェクト　パフォーマンスキッズ・トーキョー 島 大島の派遣アーティスト
- 2011年東京都文化発信プロジェクト　パフォーマンスキッズ・トーキョー派遣アーティスト
- 2011年IDILL2011に映像監督:原正之との共同作品「浅草ダンスビデオ」がノミネート
- 2011年荒川修作とマドリン・ギンズの三鷹天命反転住宅ARAKAWA + GINS Reversible Destinyのイベント「つづく。」にて、１週間の滞在を丸ごと流す24時間ustプロジェクト「project144」を開催
- 2012年鹿児島へ移住地域おこし協力隊として鹿児島県肝属郡肝付町にて、アートと地域の在り方を探るプロジェクト「セカンドホームタウン　プロジェクト」を立ち上げ、その一環としておおすみ夏の芸術祭を鹿児島県大隅半島4市町で開催。
- 2013年スイス・ジュネーブにて国際コラボレーション舞台芸術プロジェクトPLAYを共同創作、スイス3都市で上演。
- 2015年11月かごしま国民文化祭「おおすみ芸術祭」実行委員長就任
- 2017年11月「岡本太郎とメディアアート展　山口勝弘ー受け継がれるもの」オープニングパフォーマンス出演（岡本太郎美術館）

## 主な振付年表
- 2001年　「闘え！青春！！」
- 2002年　「おうちへかえろう」振付：JOU
- 2003年　「A Little Field」振付／出演：JOU
- 2004年　「Hanabi」振付：JOU
- 2005年　「天使」映画　主演：深田恭子、監督：宮坂まゆみ
- 2006年　「祝＋葬」振付／出演：JOU
- 2007年　「六つゴト」振付／出演：遠田誠＋JOU
- 2008年　「Nspp」振付／出演：JOU 、「A la Padma」振付／出演：JOU ,concept：松本充明
- 2009年　「さんぼんのゆび」振付／出演：JOU、「もってこいの日」演出構成：JOU、出演：荘田由紀　他
- 2010年　「MIZOU」振付／出演：JOU
- 2011年　「スキマビト」振付：JOU／出演：JOU、若生祥文、佐藤昌枝、柴田恵美、山﨑麻衣子、臼井彩子、阿部遥、十亀脩之介
- 2011年　 dance & choreography: JOU MULLAE International Arts Festival 2011
- 2013年   "PLAY" dance & choreography: Louis clemont da costa, JOU , Théâtre de l'Usine, Geneve
- 2013年   "⇔offset⇔" dance & choreography: JOU , music: mitsuaki matsumoto , Geneva
- 2015年　「伝統の呼吸と創造の身体〜薩摩琵琶とともに〜」振付出演（演出・作曲：原田敬子）
- 2017年　「夫婦喧嘩ラプソディ」川中美幸座長公演 振付指導（新歌舞伎座）

## 出演した主なカンパニー／振付家／演出家
- 米井澄江
- 野和田恵里花（バオバブ）
- 日玉浩史
- 矢内原美邦（ニブロール）
- グラインダーマン
- メガロシアター
- 武元賀寿子
- 川村毅
- 小林勝也

## 関連人物
- アレッシオ・シルベストリン
- 伊藤キム
- 上村なおか
- 遠田誠
- 笠井瑞丈
- 川村毅
- すがぽん
- 松本大樹 (振付師)
- 山田海蜂
- 武元賀寿子
- 武藤容子
- 小林勝也
- 今津雅晴
- クリストフ・シャルル